# Diocese de Mossoró
A Diocese de Mossoró (Dioecesis Mossorensis) é uma circunscrição eclesiástica da Igreja Católica no Brasil, pertencente à Província Eclesiástica de Natal e ao Conselho Episcopal Regional Nordeste II da Conferência Nacional dos Bispos do Brasil, sendo sufragânea da Arquidiocese de Natal.
A sé episcopal está na Catedral de Santa Luzia, na cidade de Mossoró, no estado do Rio Grande do Norte. Sua padroeira é Santa Luzia, virgem e mártir siciliana.

## História
A Diocese de Mossoró foi erigida canonicamente em 28 de julho de 1934, pelo Papa Pio XI, por meio da bula Pro Ecclesiarum Ommiun, desmembrada da Diocese de Natal (hoje arquidiocese), tendo como sé episcopal a Igreja Matriz de Santa Luzia. Contudo, a notícia de sua criação só chegaria a Mossoró em 14 de setembro daquele ano, quando o padre Luiz Ferreira da Cunha Motta, vigário da paróquia de Santa Luzia, recebeu um telegrama do bispo de Natal, Dom Marcolino Esmeraldo de Souza Dantas. Em 18 de novembro, a diocese fora oficialmente instalada.
A recém instalada diocese, sufragânea da Arquidiocese da Paraíba, em João Pessoa, compreendia as paróquias dos municípios de Mossoró (Santa Luzia e Sagrado Coração de Jesus, hoje paróquia de São Manoel), Assu (São João Batista), Pau dos Ferros (Nossa Senhora da Conceição), Portalegre (Nossa Senhora da Conceição), Apodi (Nossa Senhora da Conceição e São João Batista), Campo Grande (Senhora Santana), Martins (Nossa Senhora da Conceição), Patu (Nossa Senhora das Dores), Caraúbas (São Sebastião), São Miguel (São Miguel Arcanjo), Luís Gomes (Senhora Santana) e Areia Branca (Nossa Senhora da Conceição).
Com a elevação da Diocese de Natal à arquidiocese, em 16 de fevereiro de 1952, a Diocese de Mossoró torna-se sufragânea dela. Em 11 de outubro de 1984, ano em que a diocese completou 50 anos de existência, o Papa João Paulo II, por meio da bula Quam congrue convenienterque, declarou Santa Luzia como padroeira diocesana.

## Bispos

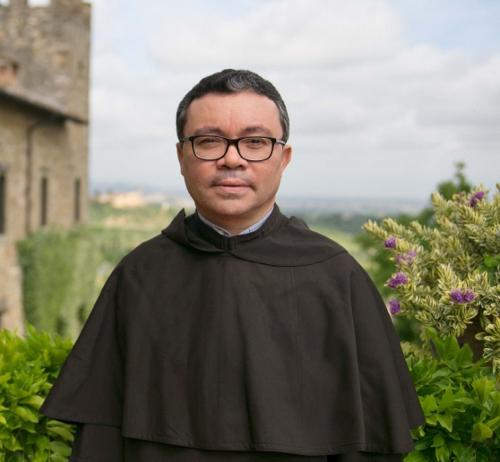
Dom Francisco Sales, atual bispo de Mossoró.

Em 19 de dezembro de 1935, Dom Jaime de Barros Câmara, nascido em 1894 no município de São José, Santa Catarina, foi nomeado por Pio XI para ser o primeiro bispo da Diocese de Mossoró, permanecendo até 15 de setembro de 1941, quando foi nomeado arcebispo da Arquidiocese de Belém do Pará.
Desde a sua criação sucederam-se sete bispos:
|                 | Nome                                       | Período     | Notas                                          |
| --------------- | ------------------------------------------ | ----------- | ---------------------------------------------- |
| 7º              | Francisco de Sales Alencar Batista, O.Carm | 2023—atual. |                                                |
| 6º              | Mariano Manzana                            | 2004—2023   | Bispo Emérito - Renunciou por idade.           |
| 5º              | José Freire de Oliveira Neto †             | 1984—2004   | Renunciou por idade.                           |
| 4º              | Gentil Diniz Barreto †                     | 1960—1984   | Renunciou por idade.                           |
| 3º              | Elizeu Simões Mendes †                     | 1953—1959   | Nomeado Bispo de Campo Mourão                  |
| 2º              | João Batista Portocarrero Costa †          | 1943—1953   | Nomeado Arcebispo-coadjutor de Olinda e Recife |
| 1º              | Jaime de Barros Câmara †                   | 1936—1941   | Nomeado Arcebispo de Belém do Pará             |
| Bispo-coadjutor |                                            |             |                                                |
|                 | José Freire de Oliveira Neto †             | 1979—1984   |                                                |
| Bispo-auxiliar  |                                            |             |                                                |
|                 | José Freire de Oliveira Neto †             | 1973—1979   |                                                |

O bispo diocesano atual da Diocese de Mossoró é Dom Francisco de Sales Alencar Batista, nascido a 17 de abril de 1968 em Araripina, na época Diocese de Petrolina, hoje Diocese de Salgueiro, em Pernambuco. Ele fez a profissão religiosa na Ordem dos Freis Carmelitas em 24 de janeiro de 1988. Foi ordenado sacerdote em 29 de novembro de 1995 e bispo em 08 de junho de 2016. Tomou posse como sétimo bispo diocesano em 17 de fevereiro de 2024, sucedendo Dom Mariano Manzana, que renunciou por idade.
O bispo emérito Dom Mariano Manzana, nasceu em Mori, na região de Trento, na Itália, em 13 de outubro de 1947. Foi ordenado padre em 26 de junho de 1973 em Trento, e recebeu sua ordenação episcopal em 5 de setembro de 2004. Tomou posse como sexto bispo diocesano pouco mais de um mês depois, em 17 de outubro de 2004, sucedendo Dom José Freire de Oliveira Neto, que renunciou por idade, tornando-se bispo emérito até o seu falecimento, em janeiro de 2012. Dom Mariano apresentou a carta de renúncia ao santo padre em outubro de 2022 por haver chegado à idade limite. Esta foi aceita em 18 de novembro de 2023 com a nomeação do seu sucessor, Dom Francisco de Sales, então bispo de Cajazeiras/PB.

## Paróquias, Quase-Paróquias e Áreas Missionárias

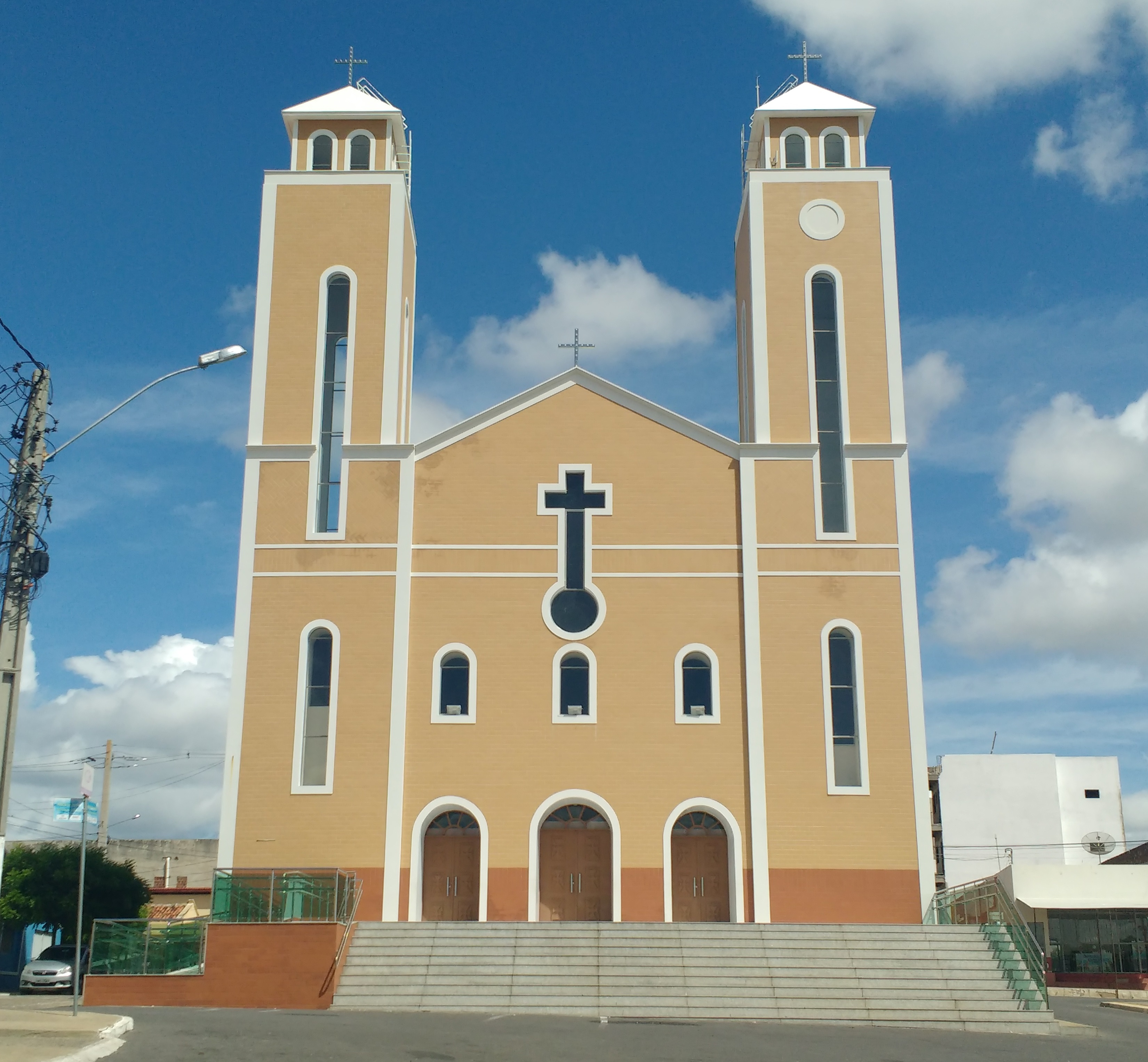
Igreja Matriz de Nossa Senhora da Conceição em Pau dos Ferros

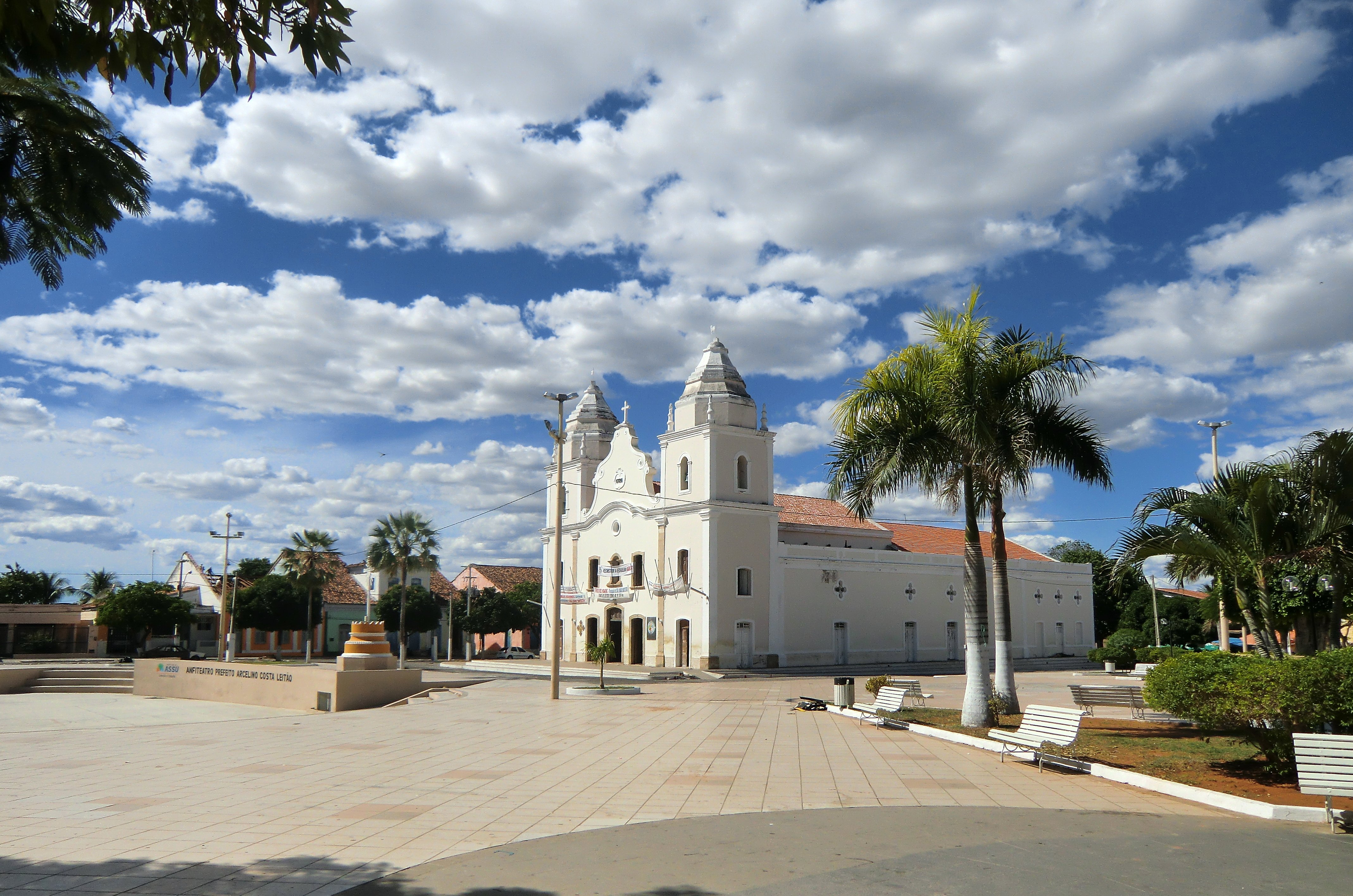
Igreja Matriz de São João Batista em Assu

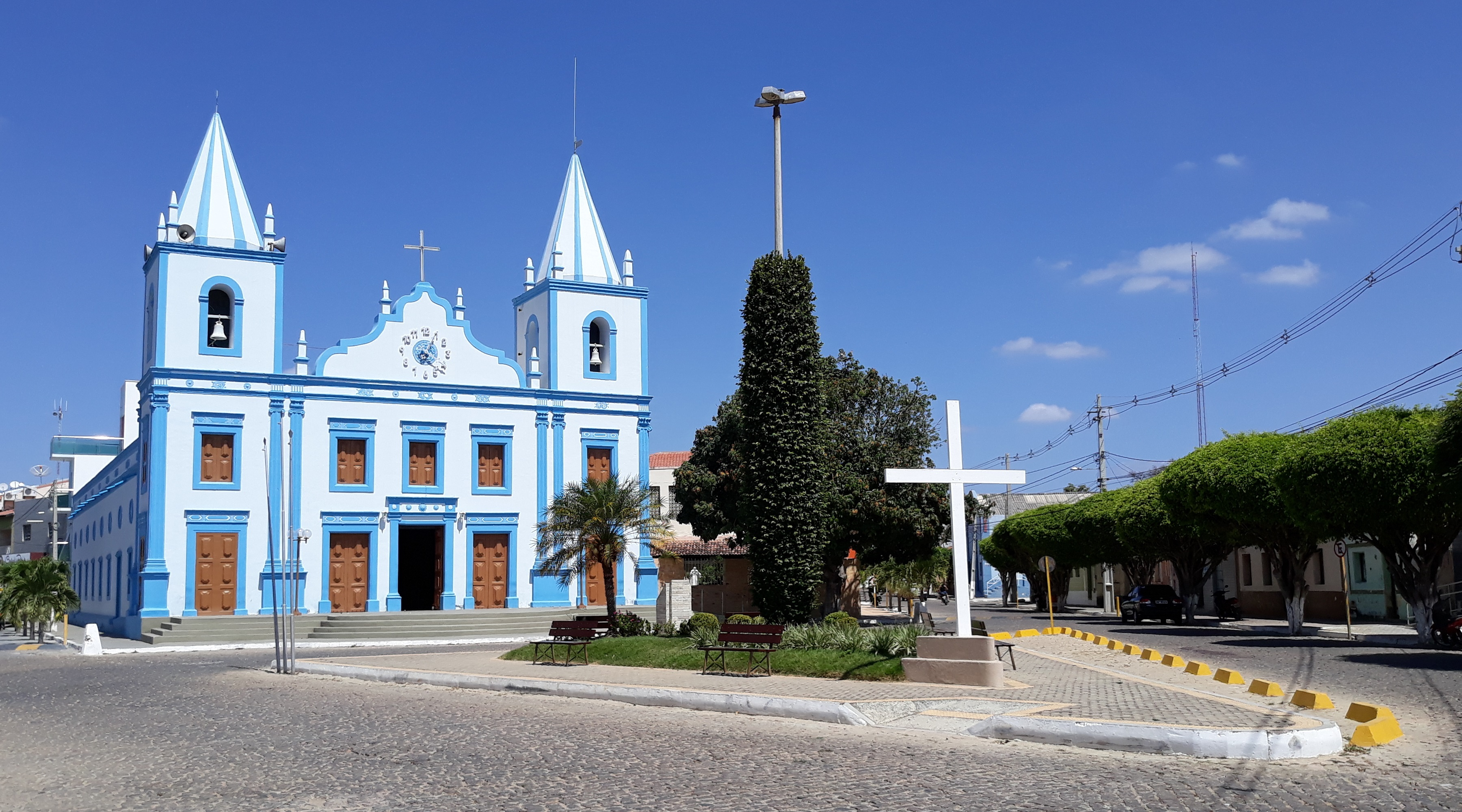
Igreja Matriz de Nossa Senhora da Conceição em Martins

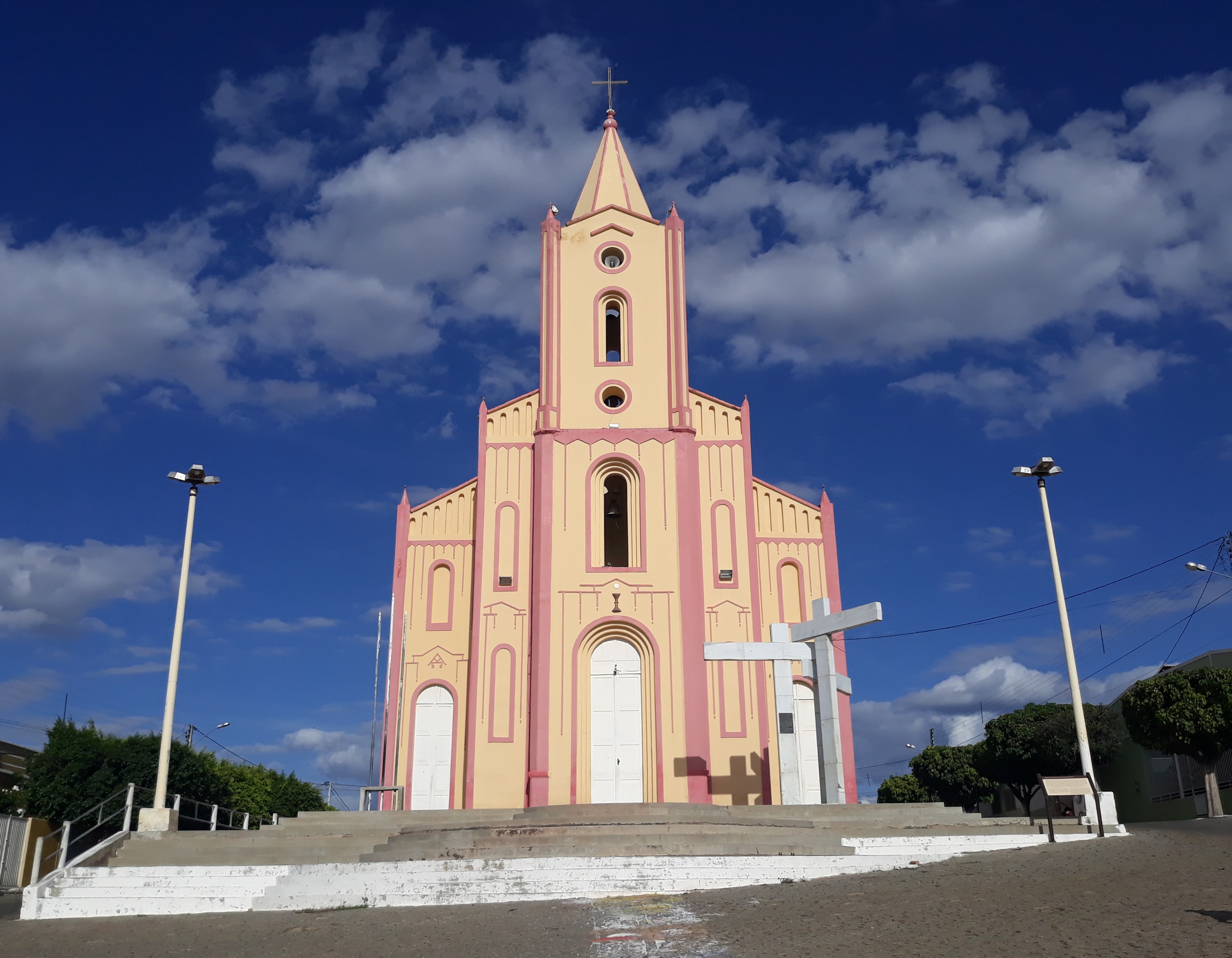
Igreja Matriz de Nossa Senhora da Conceição em Alexandria

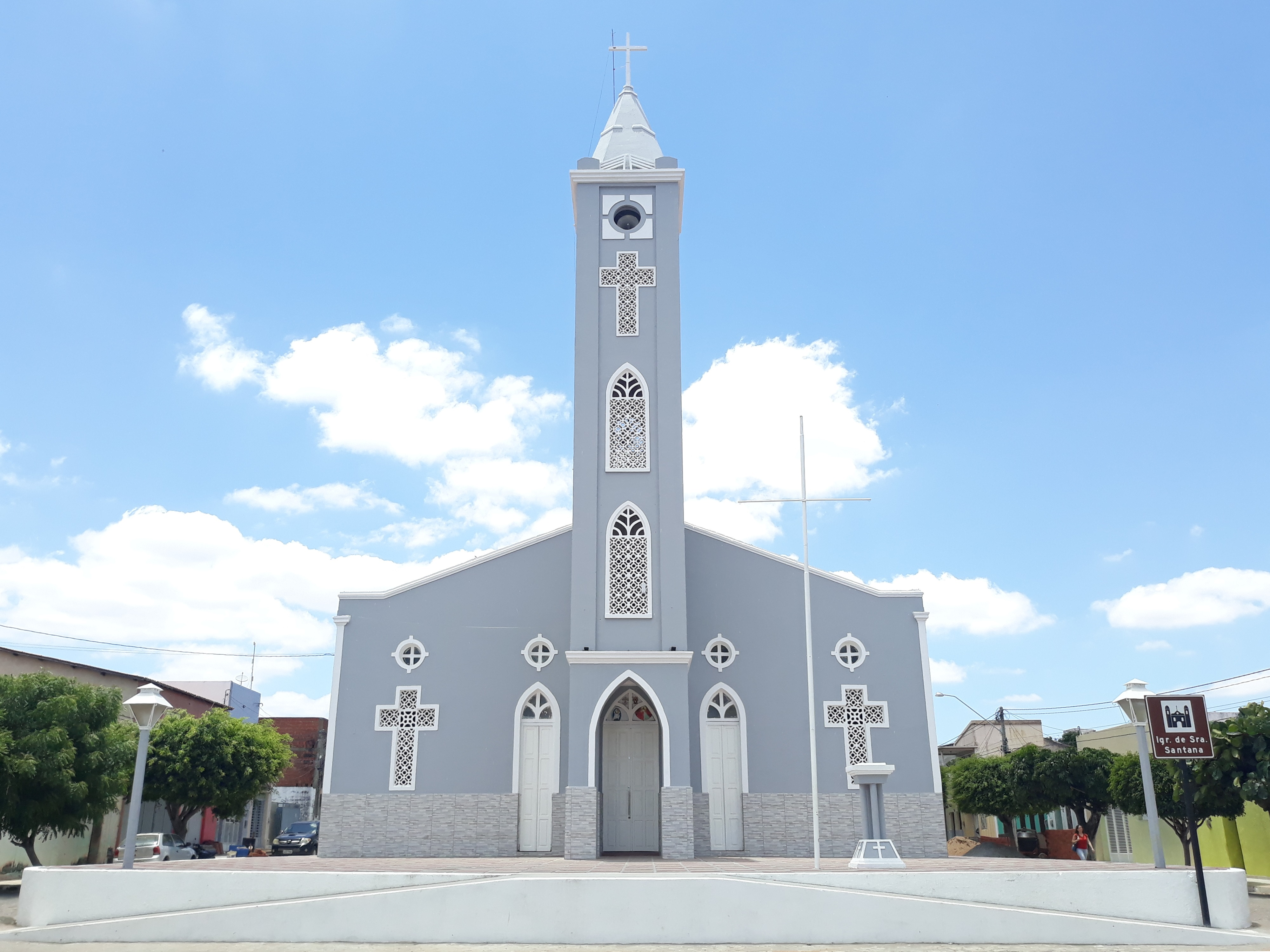
Igreja Matriz de Senhora Santana em Luís Gomes

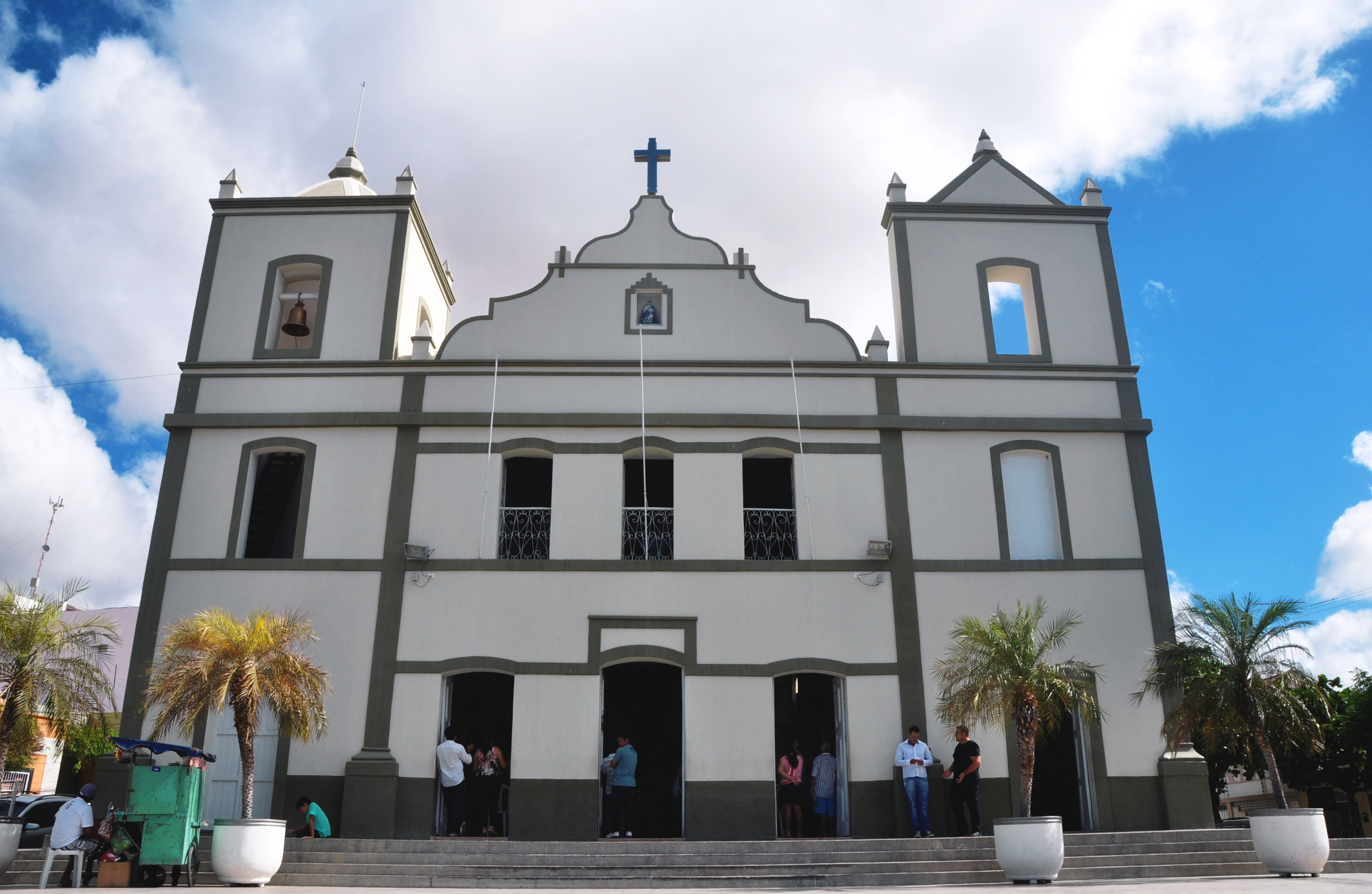
Igreja Matriz de Nossa Senhora da Conceição e São João Batista em Apodi

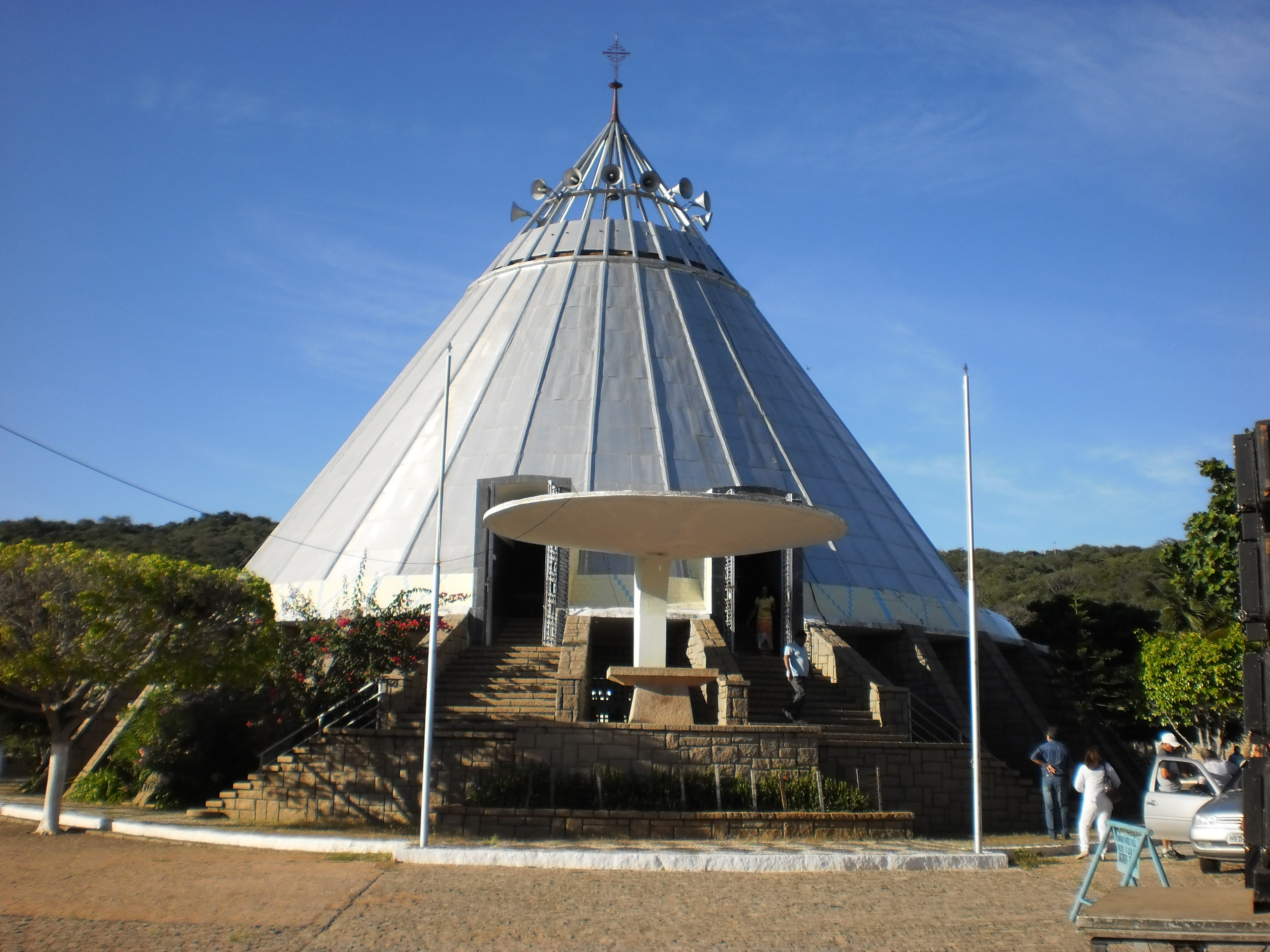
Santuário de Nossa Senhora dos Impossíveis na Serra do Lima em Patu

O território da diocese é organizado em dois vicariatos e cinco foranias, com 39 paróquias, 1 Quase-Paróquia e 9 áreas missionárias, totalizando 49 circunscrições eclesiásticas. Na tabela seguinte, para as paróquias que abrangem mais de um município, a sede estará em negrito:
| Paróquia                                                                        | Paróquia                                                                        | Pároco e Vigário(s) | Criação                                                                         | Município(s)                                                                    |

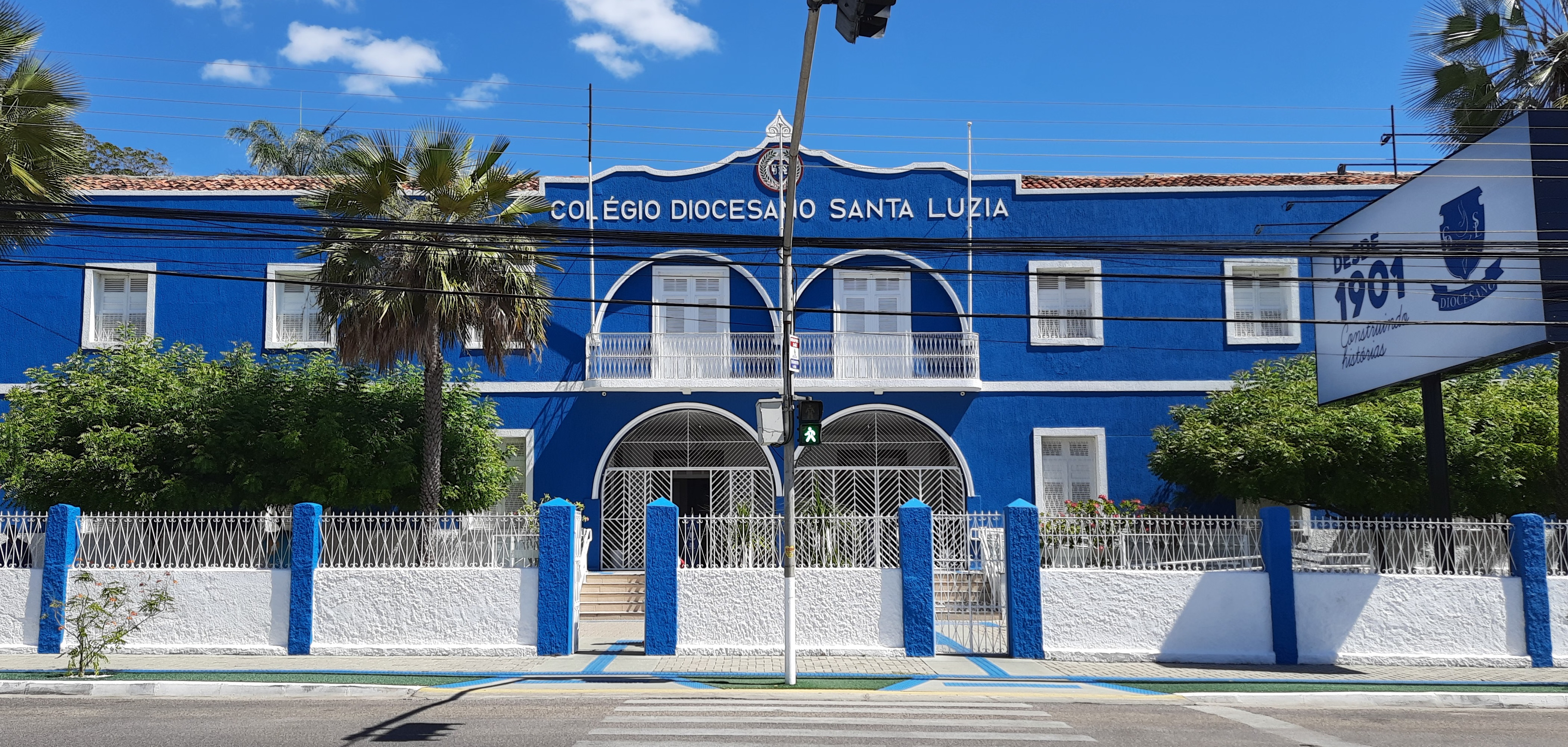
Colégio Diocesano Santa Luzia

| Vicariato Nossa Senhora da Esperança Vigário Geral: Pe. Antoniel Alves da Silva | Vicariato Nossa Senhora da Esperança Vigário Geral: Pe. Antoniel Alves da Silva | Vicariato Nossa Senhora da Esperança Vigário Geral: Pe. Antoniel Alves da Silva                                            | Vicariato Nossa Senhora da Esperança Vigário Geral: Pe. Antoniel Alves da Silva | Vicariato Nossa Senhora da Esperança Vigário Geral: Pe. Antoniel Alves da Silva |
| Forania de Mossoró Vigário Forâneo: Pe. Carlos Ítalo Aires Nogueira             | Forania de Mossoró Vigário Forâneo: Pe. Carlos Ítalo Aires Nogueira             | Forania de Mossoró Vigário Forâneo: Pe. Carlos Ítalo Aires Nogueira                                                        | Forania de Mossoró Vigário Forâneo: Pe. Carlos Ítalo Aires Nogueira             | Forania de Mossoró Vigário Forâneo: Pe. Carlos Ítalo Aires Nogueira             |
| ------------------------------------------------------------------------------- | ------------------------------------------------------------------------------- | --- | ------------------------------------------------------------------------------- | ------------------------------------------------------------------------------- |
| 1                                                                               | Santa Luzia - Catedral                                                          | Pe. Walter Collini (Emérito) Pe. Antoniel Alves da Silva Pe. José Victor dos Santos Pe. Charles Lamartine de Souza Freitas | 27 de outubro de 1842 (182 anos)                                                | Mossoró                                                                         |
| 2                                                                               | Nossa Senhora da Conceição (Alto da Conceição)                                  | Frei Francisco Gonçalves, OFM Frei Domingos, OFM Frei Paulo Araújo, OFM                                                    | 15 de agosto de 1941 (83 anos)                                                  | Mossoró                                                                         |
| 3                                                                               | São Manoel (Alto de São Manoel)                                                 | Pe. Heriberto Carneiro Pe. Francisco Cornélio Freire Rodrigues                                                             | 29 de março de 1964 (61 anos)                                                   | Mossoró                                                                         |
|                                                                                 | Quase-Paróquia de São João Paulo II (Sumaré)                                    | Pe. Francisco Isaías da Costa                                                                                              | 11 de maio de 2025 (1 mês)                                                      | Mossoró                                                                         |
| 4                                                                               | São José (Paredões)                                                             | Pe. Francisco Crisanto Borges de Araújo Pe. João Alfredo de Miranda Mota                                                   | 19 de março de 1966 (59 anos)                                                   | Mossoró                                                                         |
|                                                                                 | Área Missionária de Nossa Senhora do Carmo (Nova Mossoró)                       | Pe. Deivid Franklin de Aquino                                                                                              | 21 de janeiro de 2024 (1 ano)                                                   | Mossoró                                                                         |
| 5                                                                               | São João Batista (Doze Anos)                                                    | Pe. Júnior Paiva Pe. Ivonzeliton Leite Nunes Pe. Ricardo Rubens                                                            | 24 de junho de 1968 (56 anos)                                                   | Mossoró                                                                         |
| 6                                                                               | São Paulo Apóstolo (Nova Betânia)                                               | Pe. Francisco Danilo, INJ Pe. Francisco Márcio, INJ                                                                        | 25 de janeiro de 2009 (16 anos)                                                 | Mossoró                                                                         |
| 7                                                                               | Nossa Senhora de Fátima (Abolição)                                              | Pe. Carlos Ítalos Aires Nogueira                                                                                           | 13 de maio de 2011 (14 anos)                                                    | Mossoró                                                                         |
| 8                                                                               | Menino Jesus de Praga (Santa Delmira)                                           | Pe. Eliseu Wilton de Maria                                                                                                 | 15 de setembro de 2011 (13 anos)                                                | Mossoró                                                                         |
| 9                                                                               | São Francisco das Chagas (Maísa)                                                | Pe. Ramilson Moura | 4 de outubro de 2019 (5 anos)                                                   | Mossoró                                                                         |
| 10                                                                              | Sagrada Família (Vingt Rosado)                                                  | Pe. José Janedson de Oliveira                                                                                              | 30 de dezembro de 2019 (5 anos)                                                 | Mossoró                                                                         |
| 11                                                                              | Nossa Senhora da Conceição                                                      | Pe. Gilvan Galdino Tavares, SDB Pe. Alfredo Boldori, SDB Pe. José Giuseppe Venturelli, SDB                                 | 9 de setembro de 1909 (115 anos)                                                | Areia Branca                                                                    |
| 12                                                                              | Sagrado Coração de Jesus                                                        | Pe. Erivon Maia de Oliveira                                                                                                | 30 de maio de 2008 (17 anos)                                                    | Grossos Tibau                                                                   |
| 13                                                                              | Nossa Senhora das Graças                                                        | Pe. Francisco Davi de França Pe. Edinaldo Bernardino do Nascimento                                                         | 27 de novembro de 2008 (16 anos)                                                | Baraúna                                                                         |
| Forania de Assú Vigário Forâneo: Pe. Wescley Paulo Pereira de Melo              |                                                                                 | |                                                                                 |                                                                                 |
| 14                                                                              | São João Batista                                                                | Pe. Francisco Canindé (Emérito) Pe. Wescley Paulo Pereira de Melo Pe. João Batista Silva de Mendonça                       | 1726 (299 anos)                                                                 | Assú                                                                            |
| 15                                                                              | Santa Luzia                                                                     | Pe. Ivan dos Santos | 4 de dezembro de 2006 (18 anos)                                                 | Carnaubais Porto do Mangue                                                      |
| 16                                                                              | São Cristóvão e Bem-Aventurada Lindalva                                         | Pe. Manoel Pereira Henrique de Araújo Neto Pe. Antônio Carlos Ferreira Eufrosino                                           | 7 de janeiro de 2010 (15 anos)                                                  | Assú                                                                            |
| 17                                                                              | Nossa Senhora Aparecida                                                         | Frei Josias Neto, OFMCap Frei Diego Bezerra, OFMCap                                                                        | 12 de outubro de 2017 (7 anos)                                                  | Serra do Mel                                                                    |
| 18                                                                              | Divino Espírito Santo                                                           | Pe. Clovis Augusto Freire Alves                                                                                            | 23 de maio de 2021 (4 anos)                                                     | Paraú Triunfo Potiguar                                                          |
| Forania de Caraúbas Vigário Forâneo: Pe. Valdércio Márcio da Silva Oliveira     |                                                                                 | |                                                                                 |                                                                                 |
| 19                                                                              | Nossa Senhora da Conceição e São João Batista                                   | Pe. Marcílio Oliveira da Silva Pe. João Batista do Nascimento                                                              | 3 de fevereiro de 1766 (259 anos)                                               | Apodi                                                                           |
| 20                                                                              | Senhora Sant'Ana                                                                | Pe. Possidio Lopes dos Santos Neto                                                                                         | 31 de outubro de 1837 (187 anos)                                                | Campo Grande                                                                    |
|                                                                                 | Área Missionária de Santa Teresinha                                             | Pe. Wennel Narciso de Oliveira                                                                                             | 09 de fevereiro de 2025 (4 meses)                                               | Janduís Messias Targino                                                         |
| 21                                                                              | São Sebastião                                                                   | Pe. Francisco das Chagas Neto (Emérito) Pe. Íkaro Drêan da Silva Rêgo                                                      | 1 de junho de 1858 (167 anos)                                                   | Caraúbas                                                                        |
| 22                                                                              | São Sebastião                                                                   | Pe. Francisco das Chagas Costa                                                                                             | 13 de agosto de 1941 (83 anos)                                                  | Governador Dix-Sept Rosado                                                      |
|                                                                                 | Área Missionária de Nossa Senhora do Perpetuo Socorro                           | Pe. Demétrio Freitas Júnior                                                                                                | 23 de fevereiro de 2025 (3 meses)                                               | Felipe Guerra                                                                   |
| 23                                                                              | Nossa Senhora da Conceição                                                      | Pe. Valdércio Márcio da Silva Oliveira Pe. José Milton de Oliveira Júnior                                                  | 8 de dezembro de 2008 (16 anos)                                                 | Upanema                                                                         |
| Vicariato Imaculada Conceição Vigário Geral: Pe. Flávio Augusto Forte de Melo   |                                                                                 | |                                                                                 |                                                                                 |
| Forania de Pau dos Ferros Vigário Forâneo: Pe. José Robério Holanda             |                                                                                 | |                                                                                 |                                                                                 |
| 24                                                                              | Nossa Senhora da Conceição                                                      | Pe. Flávio Augusto Forte de Melo Pe. Talvacy Chaves de Freitas                                                             | 19 de dezembro de 1756 (268 anos)                                               | Pau dos Ferros                                                                  |
|                                                                                 | Área Missionária de Santa Luzia                                                 | Pe. José Mário Freitas Viana Segundo                                                                                       | 15 de fevereiro de 2025 (3 meses)                                               | Rafael Fernandes Água Nova                                                      |
| 25                                                                              | São Miguel Arcanjo                                                              | Pe. Francisco Whalison da Silva Pe. Rierson Carlos                                                                         | 9 de setembro de 1875 (149 anos)                                                | São Miguel                                                                      |
|                                                                                 | Área Missionária de São José                                                    | Pe. Glaudio Fernandes Costa                                                                                                | 19 de março de 2025 (2 meses)                                                   | Coronel João Pessoa Venha-Ver                                                   |
| 26                                                                              | Senhora Santana                                                                 | Pe. José Robério de Holanda                                                                                                | 1 de junho de 1886 (139 anos)                                                   | Luís Gomes                                                                      |
|                                                                                 | Área Missionária de Nossa Senhora do Sagrado Coração                            | Pe. Miquéias Pascoal Lima de Carvalho                                                                                      | 01 de junho de 2025 (0 mês)                                                     | Major Sales Paraná                                                              |
| 27                                                                              | Nossa Senhora da Conceição                                                      | Pe. Ilário Denis de Oliveira Dantas                                                                                        | 25 de novembro de 1936 (88 anos)                                                | Alexandria Pilões                                                               |
| 28                                                                              | Santo Antônio                                                                   | Pe. Alfredo Leonardo Fernandes                                                                                             | 13 de junho de 1961 (64 anos)                                                   | Marcelino Vieira                                                                |
| 29                                                                              | São Sebastião                                                                   | Pe. Rafael Andrade | 20 de janeiro de 2009 (16 anos)                                                 | Encanto Doutor Severiano                                                        |
| 30                                                                              | São Francisco de Assis                                                          | Pe. Messias Albuquerque Pinto                                                                                              | 4 de outubro de 2010 (14 anos)                                                  | José da Penha Riacho de Santana                                                 |
| 31                                                                              | Sagrada Família                                                                 | Pe. Jeferson Naldo Carvalho                                                                                                | 30 de dezembro de 2016 (8 anos)                                                 | Tenente Ananias                                                                 |
| 32                                                                              | São Francisco de Assis                                                          | Pe. Maciel Rodrigues da Silva                                                                                              | 4 de outubro de 2018 (6 anos)                                                   | São Francisco do Oeste Taboleiro Grande                                         |
|                                                                                 | Área Missionária da Sagrada Família                                             | Pe. Daelson Soares da Silva                                                                                                | 05 de novembro de 2023 (1 ano)                                                  | Francisco Dantas                                                                |
| Forania de Martins Vigário Forâneo: Pe. Francisco Valci de Queiroz Belarmino    |                                                                                 | |                                                                                 |                                                                                 |
| 33                                                                              | Nossa Senhora da Conceição                                                      | Pe. Anderson Monteiro Araújo Pe. Raimundo Alexandre de Oliveira                                                            | 9 de dezembro de 1764 (260 anos)                                                | Portalegre Riacho da Cruz Viçosa                                                |
| 34                                                                              | Nossa Senhora da Conceição                                                      | Pe. Max Bruno Damasceno Pe. Francisco Gabriel da Silva                                                                     | 2 de novembro de 1840 (184 anos)                                                | Martins Serrinha dos Pintos                                                     |
| 35                                                                              | Nossa Senhora das Dores                                                         | Pe. Luiz Telmo Feitosa, MSF Pe. Islan Alves, MSF                                                                           | 3 de abril de 1852 (173 anos)                                                   | Patu                                                                            |
| 36                                                                              | Sagrado Coração de Jesus                                                        | Pe. Zacarias Euzébio da Costa Júnior                                                                                       | 4 de janeiro de 1959 (66 anos)                                                  | Umarizal Olho-d'Água do Borges                                                  |
| 37                                                                              | Nossa Senhora das Dores                                                         | Pe. Diogo Deveson de Souza e Silva                                                                                         | 15 de setembro de 2006 (18 anos)                                                | Itaú Rodolfo Fernandes                                                          |
|                                                                                 | Área Missionária de Nossa Senhora das Graças                                    | Pe. Raimundo Felipe da Silva                                                                                               | 27 de outubro de 2024 (7 meses)                                                 | Severiano Melo                                                                  |
| 38                                                                              | Sagrado Coração de Jesus                                                        | Pe. Antônio Wauleson Pereira                                                                                               | 21 de setembro de 2011 (13 anos)                                                | Almino Afonso Rafael Godeiro                                                    |
|                                                                                 | Área Missionária de São Francisco de Assis                                      | Pe. Francisco Gessenilton do Nascimento                                                                                    | 22 de fevereiro de 2025 (3 meses)                                               | Lucrécia Frutuoso Gomes                                                         |
| 39                                                                              | Santo Antônio                                                                   | Pe. Francisco Valci de Queiroz Belarmino                                                                                   | 13 de junho de 2021 (4 anos)                                                    | Antônio Martins João Dias                                                       |

## Estatísticas
A diocese abrange 56 municípios e cobre uma área de 18 847 km², com uma população aproximada de 924 mil habitantes (2013), 96,2% católicos.
| Ano  | População aproximada | Percentual de católicos | Sacerdotes diocesanos | Sacerdotes religiosos | Total de sacerdotes | Homens religiosos | Mulheres religiosas | Paróquias |
| ---- | -------------------- | ----------------------- | --------------------- | --------------------- | ------------------- | ----------------- | ------------------- | --------- |
| 1950 | 400 mil              | 87,5%                   | 13                    | 20                    | 33                  | 20                | 43                  | 16        |
| 1966 | 380 mil              | 86,8%                   | 28                    | 7                     | 35                  | 7                 | 38                  | 18        |
| 1968 | 357 mil              | 80,2%                   | 26                    | 8                     | 34                  | 8                 | 62                  | 18        |
| 1976 | 483 mil              | 87,3%                   | 19                    | 14                    | 33                  | 14                | 50                  | 21        |
| 1980 | 555 mil              | 78,4%                   | 11                    | 14                    | 25                  | 16                | 50                  | 21        |
| 1990 | 685 mil              | 95%                     | 18                    | 12                    | 30                  | 16                | 68                  | 20        |
| 2000 | 790 mil              | 96,2%                   | 27                    | 9                     | 36                  | 12                | 44                  | 20        |
| 2004 | 825 mil              | 96,1%                   | 26                    | 11                    | 37                  | 13                | 60                  | 20        |
| 2013 | 924 mil              | 96,2%                   | 44                    | 12                    | 56                  | 14                | 65                  | 32        |